# La Chapelle-Réanville
La Chapelle-Réanville ist eine Commune déléguée in der französischen Gemeinde La Chapelle-Longueville mit 1.097 Einwohnern (Stand: 1. Januar 2018) im Département Eure in der Region Normandie.

## Geografie
La Chapelle-Réanville liegt an der Europastraße 5 auf einer Ebene zwischen den Flüssen Eure und Seine, 43 Kilometer südöstlich von Rouen, etwa 23 Kilometer von Évreux und acht Kilometer nordwestlich von Vernon. Die Gemeinde entstand 1844 aus dem Zusammenschluss der Ortschaften La Chapelle-Genevray und Réanville, zwischen denen der Bach Saint-Ouen fließt. Der Weiler Froc de Launay gehört zur Gemeinde.

## Geschichte
Auf dem Gemeindegebiet wurden Werkzeuge aus der Jungsteinzeit entdeckt. Die Hacke und der Schaber aus Feuerstein befinden sich heute im Musée d’archéologie nationale im Schloss Saint-Germain-en-Laye. Auf Luftbildern aus den 1990er Jahren ist eine alte Umzäunung zu erkennen, die aber bisher nicht datiert ist. Das Bauwerk kann ohne Prospektion nicht datiert werden. Meist stammen solche Funde aus gallo-römischer Zeit, sie können aber auch aus der Eisenzeit oder aus dem Mittelalter stammen.
Im Mittelalter und Ancien Régime gab es drei Lehen auf dem heutigen Gemeindegebiet, Réanville, Le Froc-de-Launay und La Chapelle-Genevray.

### Réanville
1026 bestätigte Richard II., Herzog der Normandie (966–1027), die Schenkung der Ortschaft Réanville durch Herzog Wilhelm I. († 942) an die Abtei Saint-Ouen in Rouen beziehungsweise deren Tochterkloster, der Priorei de la Grâce in Saint-Pierre-de-Bailleul. In der Urkunde wurde Réanville Regionvilla genannt. Auch wenn der Ortsname Regionvilla lateinisch aussieht, ist er vom fränkischen Namen Reginon oder Raganus abgeleitet. Villa ist allerdings wirklich lateinisch, bedeutet „Landgut“ und taucht als ville in vielen französischen Ortsnamen auf.

### Le Froc-de-Launay  und La Chappelle-Genevray
Das Lehen Le Froc-de-Launay gehörte zu Beginn des 16. Jahrhunderts der Familie Estimauville. Zum Ende des 16. Jahrhunderts fiel es an die Familie Grimouville. Vom 17. Jahrhundert bis zur Französischen Revolution (1789–1799) gehörte es der Familie Langlois du Roule. 1790 wurde der letzte Seigneur von Le Froc-de-Launay Maire (Bürgermeister) von La Chapelle-Genevray. Das Lehen La Chappelle-Genevray gehörte bis zur Französischen Revolution der Abtei Jumièges.
Mit Wirkung vom 1. Januar 2017 wurden die früheren Gemeinden Saint-Pierre-d’Autils, La Chapelle-Réanville und Saint-Just zu einer Commune nouvelle mit dem Namen La Chapelle-Longueville zusammengelegt. Die Gemeinde La Chapelle-Réanville gehörte zum Kanton Pacy-sur-Eure und zum Kommunalverband Portes de l’Eure (CAPE).

### Bevölkerungsentwicklung
| 1962 | 1968 | 1975 | 1982  | 1990  | 1999  | 2007  | 2018  |
| ---- | ---- | ---- | ----- | ----- | ----- | ----- | ----- |
| 173  | 179  | 603  | 1.030 | 1.031 | 1.019 | 1.124 | 1.097 |

## Wappen
Das Wappen der Gemeinde ist viergeteilt. In der Mitte liegt vertikal ein blauer Fluss darüber. Im ersten Platz ist das Wappen der Normandie dargestellt. Der zweite Platz ist blau und zeigt den goldenen und roten Buchstaben „G“ für Genevray. Der dritte Platz ist blau und zeigt das Abbild des Apostels Bartholomäus, des Patrons der Kirche von Réanville. Der vierte Platz ist rot und zeigt eine Kirche, die die Kirche von Réanville darstellt. Die heraldischen Farben „gold“ und „silber“ werden auf Wappen gelb und weiß dargestellt.

## Sehenswürdigkeiten

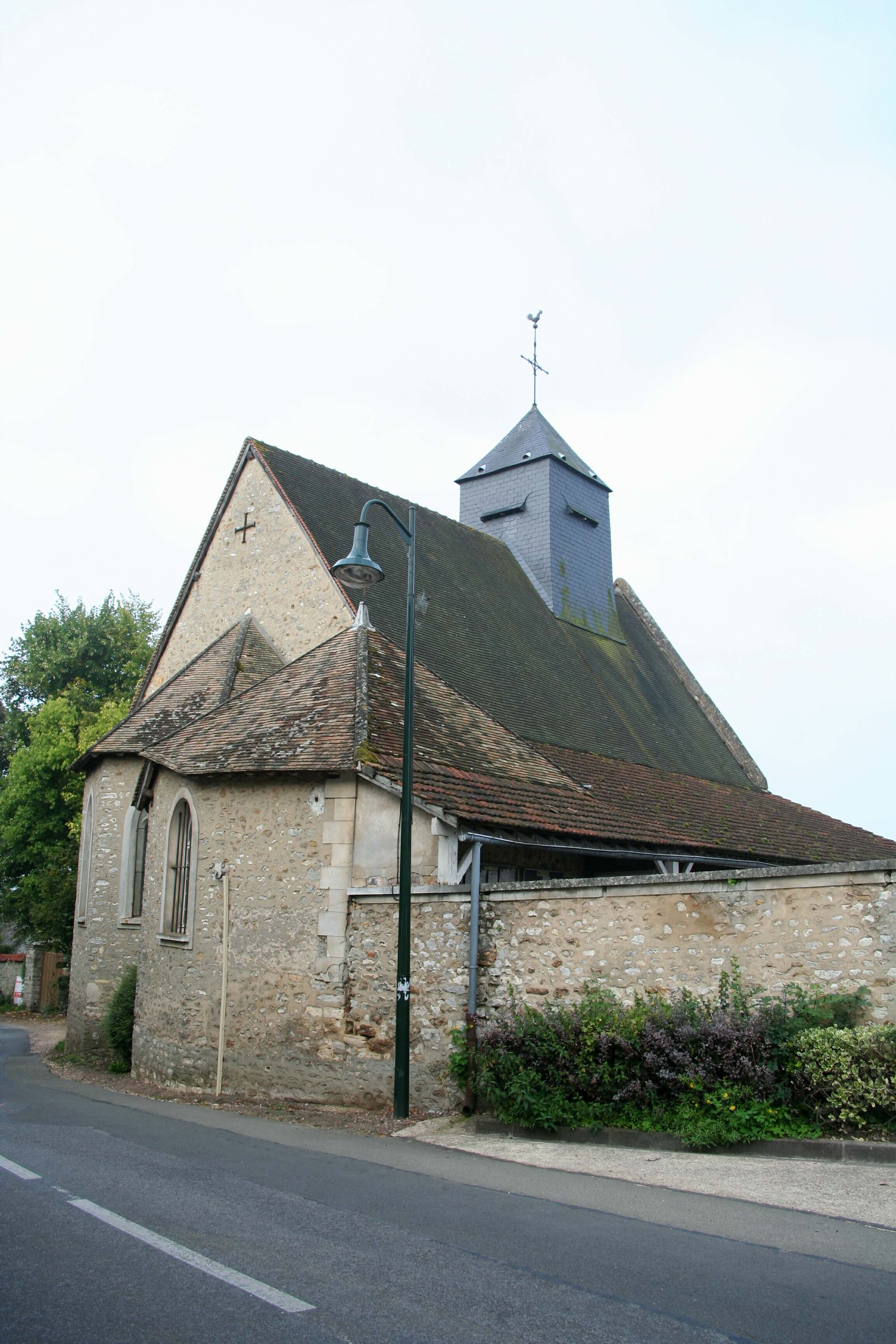
Kirche Notre-Dame

Die Pfarrkirche Notre-Dame im Ortsteil La Chapelle-Genevray stammt vom Ende des 15. oder Anfang des 16. Jahrhunderts. An der Südmauer kann man sogar noch ein romanisches Eingangsportal aus dem 12. Jahrhundert sehen, das von einer älteren Kirche oder einem anderen älteren Gebäude stammt. In den Jahren 1902 bis 1905 wurde der Chor restauriert. Der ursprüngliche Friedhof, der die Kirche umgab, ist eingeebnet worden und wird heute als Schulhof genutzt.
Es ist unbekannt, wann die ehemalige Pfarrkirche Saint-Barthélémy im Ortsteil Réanville gebaut wurde, aber der Chor trägt aufgrund seiner Restauration die Jahreszahl 1668. 1793 wurde das Gebäude im Zuge der Revolution nicht mehr als Kirche genutzt und von der Gemeinde in eine Schule umgewandelt. 1840 wurde eine steinerne Statue des Apostels Bartholomäus aus dem 15. oder 16. Jahrhundert verkauft und im Giebel eines anderen Hauses aufgestellt. 1845 wurde die Kirche endgültig verkauft. Ihr Altarretabel steht heute in der Kirche Notre-Dame. Neben der Kirche wurde ein Bauernhof mit Baumaterial aus den Kirchenmauern errichtet. Er trägt in einem Giebel den Kirchturmhahn.
Im Weiler Froc de Launay steht das neuklassizistische Schloss Château de Launay (auch Château du Froc de Launay). Es stammt aus dem 18. Jahrhundert. Im 19. Jahrhundert wurden zwei Seitenflügel angebaut. 1920 wurde das Schloss unter der Leitung des Architekten Charles-Henri Besnard restauriert. Es befindet sich im Privatbesitz. Château de Launay ist kein seltener Name für ein Schloss in Frankreich, es gibt gleichnamige Schlösser in Saint-Georges-du-Vièvre und in Villiers-le-Mahieu (Schloss Launay).
Am Schloss steht noch ein altes Waschhaus.

## Wirtschaft
Auf dem Gemeindegebiet gelten geschützte geographische Angaben (IGP) für Schweinefleisch (Porc de Normandie), Geflügel (Volailles de Normandie) und Cidre (Cidre de Normandie und Cidre normand).

## Persönlichkeiten
Ende der 1920er Jahre kaufte die britische Verlegerin Nancy Cunard (1896–1965) mit ihren damaligen Lebensgefährten, Louis Aragon (1897–1982), das alte Bauernhaus Le puits carré. In den folgenden Jahren besuchten sie bekannte Persönlichkeiten, unter anderem Janet Flanner, Solita Solano, Kay Boyle, Sylvia Townsend Warner, Norman Douglas, Ezra Pound, Ernest Hemingway, James Joyce, Pablo Picasso, Tristan Tzara und Man Ray. Während der deutschen Besatzungszeit wurde ihr Anwesen geplündert und verwüstet.